# Antonio José Cañas
El Coronel y Doctor Antonio José Cañas (San Vicente, Intendencia de San Salvador, Reino de Guatemala, 26 de octubre de 1785 - Hacienda Jocomontique, actual Nueva Granada, El Salvador, 24 de febrero de 1844) fue un político, abogado y militar salvadoreño, que se desempeñó en dos ocasiones como jefe de Estado de El Salvador (1839, 1840), en calidad de Consejero de Estado, cuando el país formaba parte de la Federación Centroamericana, y como ministro de Hacienda y Guerra de El Salvador (1838-1839) (1842).

## Biografía
Nació en San Vicente, el 26 de octubre de 1785 en el seno de una familia terrateniente criolla. Sus padres eran Manuel Mariano de Cañas y Mariana Asunción de Quintanilla. Inició sus estudios con un pariente suyo, el párroco y vicario local Manuel Antonio de Molina; posteriormente, estudió en la Universidad de San Carlos de Guatemala, donde obtuvo el grado de Doctor en Derecho Civil. Contrajo matrimonio con Ignacia Merino de Castro.
Poco después de ser proclamada la Independencia de Centroamérica, fue elegido miembro de la Diputación Provincial de la provincia de San Salvador en noviembre de 1821; dicho cuerpo colegiado luego se se convertiría en la Junta gubernativa de la provincia en enero de 1822, para hacerle frente a la anexión de los territorios del Istmo al Imperio Mexicano de Agustín de Iturbide. Más adelante, fue electo por el distrito o partido de San Vicente para ser uno de los diputados del Congreso Provincial a fines de 1822.
Al ser invadido El Salvador en 1823 por las fuerzas del general mexicano Vicente Filísola, Cañas fue nombrado 2.º Comandante de las Armas Defensoras del Estado. Junto con el general Manuel José Arce, condujo la resistencia de las tropas salvadoreñas. En esta gesta alcanzó el grado de Coronel.
En julio de 1823, fue elegido diputado al Congreso Constituyente de las Provincias Unidas del Centro de América, donde se distinguió como orador.
En febrero de 1824, antes de que concluyera su período legislativo, fue designado por el Congreso como Ministro Plenipotenciario ante el gobierno de los Estados Unidos de América. Partió del puerto de Omoa, Honduras y en el junio de 1824 llegó, junto a su secretario Fernando Valero, a Newport como pasajero del brig "Mary". Llegó a la ciudad de Washington D. C. en el 31 de diciembre de 1824, donde se hospedó en la casa de un señor Scott. En el 5 de diciembre de 1825, Antonio José Cañas y el Secretario de Estado Henry Clay firmaron la Convención general de paz, amistad, comercio y navegación entre la Federación de Centro América y los Estados Unidos de América, el convenio fue ratificado por el presidente de los Estados Unidos, John Quincy Adams, en el 28 de octubre de 1826. En el 9 de septiembre de 1826, el señor P. P. de Cagigao llegó como pasajero de la goleta Francés a Savannah, Georgia, con un despacho para Antonio José Cañas que había sido nombrado ministro.
En 1826 regresó a El Salvador. Ese mismo año asumió como Ministro de Estado del Gobierno de la Federación que encabezaba, el general Arce. Ocupó ese cargo hasta 1829. Fue diputado al Congreso del Estado de El Salvador, en representación del departamento de San Vicente, (1830-1832). Apoyó al gobierno del jefe de Estado de El Salvador, el conservador José María Cornejo en su confrontación con el presidente federal, el liberal Francisco Morazán. Al ser derrotados los conservadores, el Dr. Cañas fue encarcelado en Guatemala y luego enviado a al exilio en México donde vivió hasta 1836.
A su regreso a El Salvador, en mayo de 1838 fue nombrado por el jefe de Estado, Timoteo Menéndez, como ministro general del Gobierno. Promovió la división del Ministerio General en cuatro despachos administrativos, quedando él, al frente de las carteras de Hacienda y Guerra. El 23 de mayo de 1839, asumió el Mando Supremo del Estado, en calidad de Consejero de Estado. El 11 de julio de ese año entregó la Jefatura del Estado al general Morazán. El 7 de abril de 1840, reasumió como Consejero de Estado, la dirección del poder ejecutivo, desempeñando estas funciones hasta el 20 de septiembre de 1840. Fue sucedido en el gobierno, por Norberto Ramírez.
El 16 de febrero de 1841, por iniciativa suya y del presbítero católico Narciso Monterrey, fue aprobado el Decreto Legislativo de Fundación de la Universidad de El Salvador por la Asamblea Constituyente reunida en ese entonces, ya que ambos personajes formaron parte de ella en calidad de diputados en ese mismo año.

### Supremo Delegado de la Confederación de Centroamérica
Después se retiró brevemente a la vida privada, pero en 1842 fue elegido Senador. Ese mismo año fue designado como Ministro de Guerra y Hacienda en el gobierno de José Escolástico Marín y desempeñó su último cargo público como delegado salvadoreño en la Conferencia de Chinandega desde el 11 de marzo, donde los representantes de Honduras, Nicaragua y El Salvador trataron infructuosamente de restablecer la Unión de Centroamérica mediante la creación de la llamada Confederación de Centroamérica de la cual fue designado en el cargo de Supremo Delegado pero sin poder efectivo.

### Muerte
En su hacienda de Jocomontique, donde estaba retirado, murió el Dr. Cañas, en el 24 de febrero de 1844. Casi 150 años después, el presidente de Estados Unidos John F. Kennedy se dirigió a una cumbre de presidentes centroamericanos en San José, Costa Rica con las siguientes palabras:

En 1825, un hijo de El Salvador y un ciudadano de América Central; Antonio José Cañas; el primer ministro acreditado por las Provincias Unidas de América Central en los Estados Unidos, entregó una invitación al Secretario de Estado Henry Clay. Le pidió que enviara representantes al primer Congreso Interamericano en Panamá, una reunión en la que, dijo, las nuevas naciones en dificultades del hemisferio "podrían considerar y adoptar el mejor plan para defender los estados del Nuevo Mundo de la agresión extranjera, y... elevarlos a esa elevación de la riqueza y el poder, que, de sus recursos, pueden alcanzar. Hoy, 138 años después, estamos reunidos en este teatro en la búsqueda de esos mismos objetivos: la preservación de nuestra independencia, la extensión de la libertad y la elevación del bienestar de nuestros ciudadanos a un nivel tan alto como "de nuestros recursos" que podemos alcanzar. Y hoy he venido de los Estados Unidos por invitación de una América Central que, con Panamá, está alcanzando rápidamente una unidad de propósito, esfuerzo y logro que se ha sido desconocida desde la disolución de esa primera federación.